# Eudarcia lapidicolella
Eudarcia lapidicolella är en fjärilsart som beskrevs av Herrich-Schäffer. Eudarcia lapidicolella ingår i släktet Eudarcia och familjen äkta malar. Inga underarter finns listade i Catalogue of Life.